# Europejski Rok Osób Niepełnosprawnych
Europejski Rok Osób Niepełnosprawnych – Komisja Europejska ustanowiła rok 2003 rokiem osób niepełnosprawnych.
Inicjatywa ta została oficjalnie zapoczątkowana w Atenach, 26 stycznia 2003 roku.